# Ronde van Italië 1970
| Eindklassement      |                        |              |
| Algemeen klassement | Eddy Merckx            | 90h 08' 47"  |
| Tweede              | Felice Gimondi         | + 3' 14"     |
| Derde               | Martin Van Den Bossche | + 4' 59"     |
| Vierde              | Michele Dancelli       | + 7' 07"     |
| Vijfde              | Italo Zilioli          | + 8' 14"     |
| Zesde               | Gösta Pettersson       | + 9' 20"     |
| Zevende             | Franco Bitossi         | + 13' 10"    |
| Achtste             | Miguel María Lasa      | + 19' 25"    |
| Negende             | Ole Ritter             | + 21' 17"    |
| Tiende              | Vittorio Adorni        | + 21' 29"    |
| Rode Lantaarn       | Virginio Levati (97e)  | + 3h 26' 17" |
| Puntenklassement    | Franco Bitossi         | 252 punten   |
| Tweede              | Michele Dancelli       | 241 punten   |
| Derde               | Eddy Merckx            | 193 punten   |
| Bergklassement      | Martin Van Den Bossche | 460 punten   |
| Tweede              | Italo Zilioli          | 420 punten   |
| Derde               | Luciano Armani         | 300 punten   |
| Ploegenklassement   | Faemino                | ?            |
| Tweede              | ?                      | ?            |
| Derde               | ?                      | ?            |

In 1970 ging de 53e Giro d'Italia op 18 mei van start in San Pellegrino Terme. Hij eindigde op 7 juni in Bolzano. Er stonden 130 renners verdeeld over 13 ploegen aan de start. Hij werd gewonnen door Eddy Merckx.
Aantal ritten: 20

Totale afstand: 3293.0 km

Gemiddelde snelheid: 36.529 km/h

Aantal deelnemers: 130

## Belgische en Nederlandse prestaties
In totaal namen er 24 Belgen en 0 Nederlanders deel aan de Giro van 1970.

### Belgische etappezeges
- Eddy Merckx won de 2e etappe van Comerio naar Sain-Vincent-d'Aoste, de 7e etappe van Malcesine naar Brentonico, de 9e etappe van Bassano del Grappa naar Treviso en het eindklassement.
- Patrick Sercu won de 5e etappe van Lodi naar Zingonia.
- Walter Godefroot won de 8e etappe van Rovereto naar Bassano del Grappa.

### Nederlandse etappezeges
- In 1970 was er geen Nederlandse etappezege.

## Etappe uitslagen
| Datum                  | Etappe    | Parcours                               | Afstand | Eerste                  | Tweede                       | Derde                        | Klassementsleider    |
| ---------------------- | --------- | -------------------------------------- | ------- | ----------------------- | ---------------------------- | ---------------------------- | -------------------- |
| 18 mei                 | etappe 1  | San Pellegrino Terme - Biandronno      | 115 km  | Franco Bitossi (Ita)    | Giancarlo Polidori (Ita)     | Albert Van Vlierberghe (Bel) | Franco Bitossi (Ita) |
| 19 mei                 | etappe 2  | Comerio - Saint-Vincent-d'Aoste        | 164 km  | Eddy Merckx (Bel)       | Franco Bitossi (Ita)         | Dino Zandegu (Ita)           | Franco Bitossi (Ita) |
| 20 mei                 | etappe 3  | Saint-Vincent-d'Aoste - Aoste/Aosta    | 162 km  | Franco Bitossi (Ita)    | Michele Dancelli (Ita)       | Eddy Merckx (Bel)            | Franco Bitossi (Ita) |
| 21 mei                 | etappe 4  | Saint-Vincent-d'Aoste - Lodi           | 205 km  | Marino Basso (Ita)      | Patrick Sercu (Bel)          | Guido Reybrouck (Bel)        | Franco Bitossi (Ita) |
| 22 mei                 | etappe 5  | Lodi - Zingonia                        | 156 km  | Patrick Sercu (Bel)     | Marino Basso (Ita)           | Franco Bitossi (Ita)         | Franco Bitossi (Ita) |
| 23 mei                 | etappe 6  | Zingonia - Malcesine                   | 212 km  | Enrico Paolini (Ita)    | Guerrino Tosello (Ita)       | Martin Van Den Bossche (Bel) | Franco Bitossi (Ita) |
| 24 mei                 | etappe 7  | Malcesine - Brentonico                 | 130 km  | Eddy Merckx (Bel)       | Martin Van Den Bossche (Bel) | Italo Zilioli (Ita)          | Eddy Merckx (Bel)    |
| 25 mei                 | etappe 8  | Rovereto - Bassano del Grappa          | 130 km  | Walter Godefroot (Bel)  | Guido Reybrouck (Bel)        | Patrick Sercu (Bel)          | Eddy Merckx (Bel)    |
| 26 mei                 | etappe 9  | Bassano del Grappa - Treviso (tijdrit) | 56 km   | Eddy Merckx (Bel)       | Ole Ritter (Den)             | Felice Gimondi (Ita)         | Eddy Merckx (Bel)    |
| 27 mei was een rustdag |           |                                        |         |                         |                              |                              |                      |
| 28 mei                 | etappe 10 | Terracina - Rivisondoli                | 172 km  | Italo Zilioli (Ita)     | Franco Bitossi (Ita)         | Marcello Bergamo (Ita)       | Eddy Merckx (Bel)    |
| 29 mei                 | etappe 11 | Rivisondoli - Francavilla              | 180 km  | Michele Dancelli (Ita)  | Vito Taccone (Ita)           | Marino Basso (Ita)           | Eddy Merckx (Bel)    |
| 30 mei                 | etappe 12 | Francavilla - Loreto                   | 175 km  | Miguel María Lasa (Spa) | Jos Huysmans (Bel)           | Walter Godefroot (Bel)       | Eddy Merckx (Bel)    |
| 31 mei                 | etappe 13 | Loreto - Faenza                        | 188 km  | Michele Dancelli (Ita)  | Marino Basso (Ita)           | Franco Bitossi (Ita)         | Eddy Merckx (Bel)    |
| 1 juni                 | etappe 14 | Faenza - Casciana Terme                | 218 km  | Michele Dancelli (Ita)  | Martin Van Den Bossche (Bel) | Walter Godefroot (Bel)       | Eddy Merckx (Bel)    |
| 2 juni                 | etappe 15 | Casciana Terme - Mirandola             | 215 km  | Marino Basso (Ita)      | Guido Reybrouck (Bel)        | Giuseppe Grassi (Ita)        | Eddy Merckx (Bel)    |
| 3 juni                 | etappe 16 | Mirandola - Lido di Jesolo             | 195 km  | Dino Zandegu (Ita)      | Guido Reybrouck (Bel)        | Marino Basso (Ita)           | Eddy Merckx (Bel)    |
| 4 juni                 | etappe 17 | Lido di Jesolo - Arta Terme            | 165 km  | Franco Bitossi (Ita)    | Martin Van Den Bossche (Bel) | Marcello Bergamo (Ita)       | Eddy Merckx (Bel)    |
| 5 juni                 | etappe 18 | Arta Terme - Marmolada                 | 180 km  | Michele Dancelli (Ita)  | Franco Bitossi (Ita)         | Martin Van Den Bossche (Bel) | Eddy Merckx (Bel)    |
| 6 juni                 | etappe 19 | Rocca Pietore - Dobbiaco               | 120 km  | Franco Bitossi (Ita)    | Giancarlo Polidori (Ita)     | Martin Van Den Bossche (Bel) | Eddy Merckx (Bel)    |
| 7 juni                 | etappe 20 | Dobbiaco - Bozen/Bolzano               | 155 km  | Luciano Armani (Ita)    | Michele Dancelli (Ita)       | Franco Bitossi (Ita)         | Eddy Merckx (Bel)    |

 winnaars · 
roze trui · 
  puntenklassement · 
  bergklassement · 
 jongerenklassement · 
 intergiro · 
 ploegenklassement · 
 strijdlust · 
 zwarte trui
Giro d'Italia Next Gen · Giro Donne · Cima Coppi
 Belgische rozetruidragers · etappewinnaars
 Nederlandse rozetruidragers · etappewinnaars
Mannen:
1909 · 
1910 · 
1911 · 
1912 · 
1913 · 
1914 · 
1919 · 
1920 · 
1921 · 
1922 · 
1923 · 
1924 · 
1925 · 
1926 · 
1927 · 
1928 · 
1929 · 
1930 · 
1931 · 
1932 · 
1933 · 
1934 · 
1935 · 
1936 · 
1937 · 
1938 · 
1939 · 
1940 · 
1946 · 
1947 · 
1948 · 
1949 · 
1950 · 
1951 · 
1952 · 
1953 · 
1954 · 
1955 · 
1956 · 
1957 · 
1958 · 
1959 · 
1960 · 
1961 · 
1962 · 
1963 · 
1964 · 
1965 · 
1966 · 
1967 · 
1968 · 
1969 · 
1970 · 
1971 · 
1972 · 
1973 · 
1974 · 
1975 · 
1976 · 
1977 · 
1978 · 
1979 · 
1980 · 
1981 · 
1982 · 
1983 · 
1984 · 
1985 · 
1986 · 
1987 · 
1988 · 
1989 · 
1990 · 
1991 · 
1992 · 
1993 · 
1994 · 
1995 · 
1996 · 
1997 · 
1998 · 
1999 · 
2000 · 
2001 · 
2002 · 
2003 · 
2004 · 
2005 · 
2006 · 
2007 · 
2008 · 
2009 · 
2010 · 
2011 · 
2012 · 
2013 · 
2014 · 
2015 · 
2016 · 
2017 · 
2018 · 
2019 · 
2020 · 
2021 · 
2022 · 
2023 · 
2024 · 
2025
Vrouwen:
1988 · 
1989 · 
1990 · 
1991 ·
1992 ·
1993 · 
1994 · 
1995 · 
1996 · 
1997 · 
1998 · 
1999 · 
2000 · 
2001 · 
2002 · 
2003 · 
2004 · 
2005 · 
2006 · 
2007 · 
2008 · 
2009 · 
2010 · 
2011 · 
2012 ·
2013 · 
2014 ·
2015 ·
2016 ·
2017 ·
2018 ·
2019 ·
2020 ·
2021 ·
2022 ·
2023 ·
2024 ·
2025